# Chinonin
Mangiferin (oder auch Chinonin genannt) ist ein Xanthon-Derivat, genauer das 2-C-Glucosid von 1,3,6,7-Tetrahydroxyxanthon.

## Vorkommen

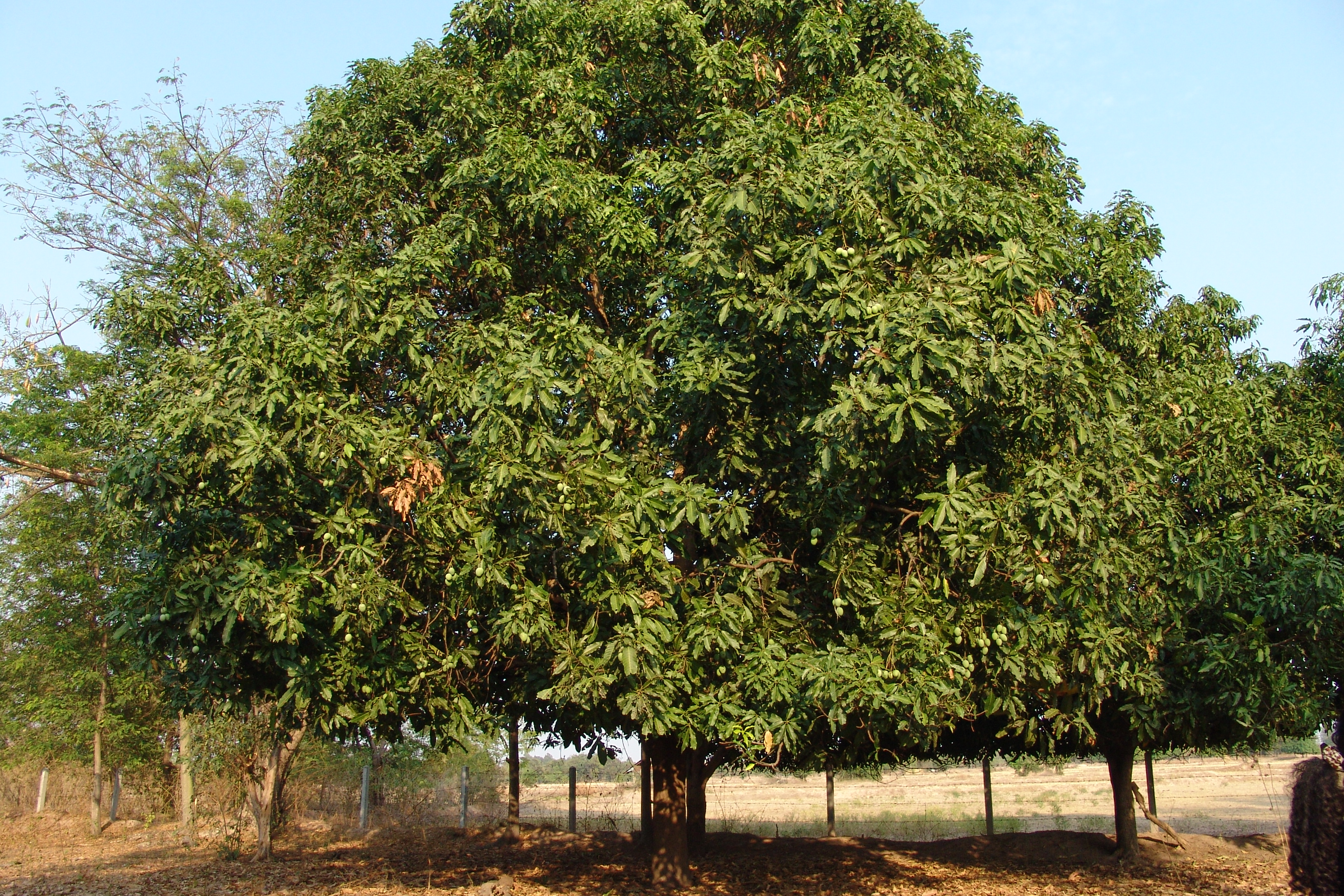
Alter Mangobaum

Natürlich kommt Mangiferin in Pflanzen der Gattungen Aphloia (Aphloia theiformis) und Mangifera (Mangos, z. B. Mangifera indica) vor. Eine verwandte Verbindung ist das Neomangiferin C25H28O16 (CAS-Nummer: 64809-67-2).

## Verwendung
Mangiferin (als Bestandteil von Extrakten aus Mangoblättern) wird in der traditionellen chinesischen Medizin eingesetzt.